# Куни (Великопольське воєводство)
Куни (пол. Kuny) — село в Польщі, у гміні Владиславув Турецького повіту Великопольського воєводства.
Населення — 795 осіб (2011).
У 1975-1998 роках село належало до Конінського воєводства.

## Демографія
Демографічна структура станом на 31 березня 2011 року:
|          | Загалом | Допрацездатний вік | Працездатний вік | Постпрацездатний вік |
| -------- | ------- | ------------------ | ---------------- | -------------------- |
| Чоловіки | 391     | 101                | 265              | 25                   |
| Жінки    | 404     | 106                | 243              | 55                   |
| Разом    | 795     | 207                | 508              | 80                   |